# Ernest Solvyns
Ernest Laurent Guillaume Solvyns (Antwerpen, 4 december 1824 – Gent, 19 januari 1885) was een Belgisch advocaat en politicus voor de Katholieke Partij.

## Levensloop
Solvyns was een zoon van handelaar Laurent Solvyns en van Adelaïde Mosselman. Hij promoveerde tot doctor in de rechten aan de Katholieke Universiteit Leuven en vestigde zich als advocaat in Brussel. Hij trouwde met Sylvie Martens (1824-1866) en ze kregen zes kinderen. Ze gingen in Drongen bij Gent wonen en hij werd advocaat in Gent, zoals zijn schoonvader Livinus Martens. Ze woonden in het kasteel Ten Bogaerde, rond 1830 door schoonvader Martens gebouwd en bewoond langs de Leie en met een toegangsweg die later de Ernest Solvynsdreef werd genoemd.
Hij was gemeenteraadslid van Drongen van 1860 tot 1866 en van 1872 tot aan zijn dood. Tevens was hij verkozen tot provincieraadslid voor Oost-Vlaanderen, alwaar hij gedeputeerde was van 1866 tot 1870. Ten slotte werd verkozen tot katholiek senator voor het arrondissement Roeselare in 1870 en vervulde dit mandaat tot aan zijn dood.
In 1853 was hij medestichter van de Gentse katholieke krant Le Bien Public. Hij speelde er een bescheiden rol, in het kielzog van de belangrijkste initiatiefnemer Joseph de Hemptinne. Daarnaast was hij bestuurslid van de Sint-Lucasschool in Gent en een actief lid van het Sint-Vincentiusgenootschap in Gent, alsook in Baarle, waar hij het Sint-Reginagodshuis oprichtte, ter herinnering aan zijn vroeg overleden vrouw. Ten slotte was hij bouwheer voor de pastorie van Baarle.